# Михаил Михайлов (скулптор)
Михаил Михайлов (1900 – 1945) е български скулптор.

## Биография
Михаил Михайлов е роден на 24 май 1900 г. в Пазарджик в семейството на Михал и Франка. Той е най-голямото от три деца.
От малък проявява талант и семейните архиви пазят спомена за внушителна скулптура на майка с дете, която изработва от сняг.
Постъпва в Художествената академия, където учи при професорите Марин Василев и Жеко Спиридонов, двамата основни представители на натурализма. Още по време на следването си започва да изпълнява поръчки на Военната академия, става неин стипендиант и получава помещение за ателие. Завършва следването си през 1926 г.
Работите на Михайлов са разположени в третата зала на Академията. Сред тях са барелефите „Труд“ и „Орач“, които правят голямо впечатление на публиката. La Bulgarie помества снимка на изработения от дърво портал „Кирил и Методий“, „Робиня“, „Глава на момиче“ и други.

## Творчество
Михаил Михайлов работи в областта на портрета, фигуралната композиция, монументалната скулптура и голото тяло. Повлиян е от френските майстори на модерната скулптура като Антоан Бурдел, Аристид Майол и други.
През 1927 г. Михайлов печели с мраморната си скулптура „Портрет на жена“ годишния конкурс на Министерство на просветата. Творбата е откупена от Пловдивския музей и днес се намира в местната Художествена галерия. В следващите години Михайлов се представя на Общите художествени изложби, където получават ласкави отзиви за творбите си („Майка“).
След 1928 г. скулпторът работи като художник в Народния театър в София. Напуска, след като печели стипендия за специализация в чужбина.
В началото на 1930 г. заминава за Париж, където се записва като студент в училището за приложни изкуства при проф. Анри Арнолд.
Завръща се в България през 1931 г., продължава да работи за военните и паралелно създава галерия от портрети – като този на артиста Г. Стойчев – днес в Националната галерия. Създава лъвска фигура – централен композиционен елемент в мемориалът на загиналите в Балканската, Междусъюзническата и Първата световна война от Първи пехотен софийски (т.нар. Шопски или Железен полк) и Шести пехотен търновски полк, издигнат през 1934 – 1936 г. Първоначално е бил в двора на казармите на ул. „Патриарх Евтимий“, но е повреден по време на бомбардировките, а през 1979 г. е окончателно премахнат.
В този период Михайлов създава значителна галерия от скулптирани образи, а 1938 г изработва лъвската фигура, която днес се намира пред Министерството на вътрешните работи.
През 1940 г. Михаил Михайлов участва в Общата художествена изложба с портрет на Георги Личев и дамски портрет (днес в Софийска градска художествена галерия).
През 1940 г. в Художествената академия е проведен конкурс за професор по скулптура, като го печели. Конкурсната работа – „Къпеща се“, впоследствие е инсталирана в плевенския парк „Кайлъка“ и в Нареченски бани.
Сред творбите му са:
- скулптурна фигура „Лъв“, която днес се намира пред Министерството на вътрешните работи, София
- Труд
- Орач
- Майка
- лъвска фигура – централен композиционен елемент в Паметник на първи и шести пехотен полк
- скулптурна декорация на Колоната на випускниците във Военната академия
- релефен портрет на Г. С. Раковски от 1935 г., който днес се намира на западната фасада на Военния клуб в София[4]
- Паметник на миньора в центъра на Перник
- паметник на загиналите във войните за национално обединение в село Негован[5]
- паметник в Кубрат
- портрети на дарителите Елена и Никола К. Иванови пред Военно-инвалидния дом в Банкя

В наши дни Националният военноисторически музей съхранява близо 20 произведения на Михаил Михайлов: скулптурни бюстове на бележити български армейци – ген.-майор Константин Жостов, ген.-майор Христо Бурмов, ген.-лейт. Димитър Гешов, композиции на исторически теми като „Битката при Орлово гнездо“, пластики и релефни образи на български воини и други.
Списъкът на изгубените произведения на Михаил Михайлов също е дълъг – не е възстановен релефният портрет на Маестро Георги Атанасов в Борисовата градина, в неизвестност са и бюстовете на Борис III и Царица Йоана, които той създава през 1935 г.